# Multimedios
Un multimedios o multimedio es una estructura empresaria que se caracteriza por articular un conjunto de medios de comunicación de distinta naturaleza (clásicamente prensa escrita, televisión y radio) en manos de un mismo grupo propietario.
La estructura de la empresa de comunicación como multimedios ha sido tanto cuestionada como apoyada. Las principales críticas provienen de la concentración de la información en pocas manos y por lo tanto un empobrecimiento de la fuentes para la opinión pública, así como una disminución de la libertad de los periodistas y comunicadores a la par de un aumento notable del poder político de los grupos propietarios. Los principales elogios sostienen que la empresa multimedios permite llegar a mayor cantidad de personas así como aumentar la rentabilidad del capital y optimizar el gasto publicitario de las empresas.